# Surendranath Dasgupta
Surendranath Dasgupta (en bengalí: সুরেন্দ্রনাথ দাশগুপ্ত) (octubre de 1887 – 18 de diciembre de 1952) fue un filósofo y académico de la lengua clásica de la India (el sánscrito).

## Familia y educación
Dasgupta nació en el distrito de Kushtia, Bengala (hoy en Bangladés). Su hogar familiar estaba en la villa de Gaila en el distrito de Barisal. Estudió en el Surendranath College de Calcuta, donde se graduó con honores en sánscrito. Más tarde cursaría una maestría en el Sanskrit College de Calcuta, graduándose en 1908. En 1910 obtuvo su segunda maestría en filosofía occidental, en la Universidad de Calcuta.
Surendranath Dasgupta se casó con Himani Devi, una hermosa mujer que fue la hermana más joven de uno de los primeros directores de cine de la India, y fundador de los estudios Bombay Talkies, Himanshu Rai. Surendranath tuvo tres hijas: Maitreyi Devi (Sen) (1914-1989), Chitrita Devi (Gupta) y Sumitra Majumdar. Maitreyi Devi y Chitrita Devi (Gupta) fueron dos famosas escritoras. También tuvo tres hijos: Subhayu Dasgupta, Sugata Dasgupta y Subhachari Dasgupta, que realizaron valiosas contribuciones para su país. Subhayu Dasgupta escribió el famoso libro "Hindu Ethos and the Challenge of Change", mientras que Sugata Dasgupta fue un destacado orador y conocido seguidor de Gandhi, por último, Subhachari Dasgupta, antiguo profesor en el National Institute for Bank Management, formó a líderes sociales de la India durante tres décadas, a través del People's Institute for development and Training (Instituto del Poder Popular para la formación y el desarrollo).
Su hijo más joven, Sumitra Majumdar, murió en Goa en septiembre de 2008.
En 1915 fue galardonado con el premio Griffith (Griffith Memorial Prize) en la Universidad de Calcuta, por un ensayo sobre la filosofía Patañjali (publicado en 1920 como The Study of Patanjali). En la misma universidad obtendría su doctorado en Filosofía India, en 1920. Maharajá Sir Manindra Chandra Nandi le insta a viajar a Europa para estudiar filosofía occidental, financiando todos los gastos del viaje de investigación (1920-1922).
Dasgupta fue a Inglaterra y se matriculó como estudiante investigador en filosofía bajo la tutela del Doctor McTeggart, en el Trinity College of Cambridge, donde obtuvo su segundo doctorado (on contemporary idealists and their critics)), y donde más tarde fue nombrado profesor. Durante su estancia en la Universidad de Cambridge fue nominado para representar a la Universidad en el Congreso Internacional de Filosofía de París (1921), y publicó su primer volumen de Historia de la Filosofía India (History of Indian Philosophy), en 1922.
Su participación en el debate de la Sociedad Aristotélica, Londres, la sociedad filosófica más destacada de Inglaterra, y el CLub de la Ciencia Moral, en Cambridge, le hicieron obtener la reputación de ser un polemista casi invencible. Grandes maestros en filosofía como Ward y McTeggart, que fueron sus maestros en su periodo como estudiante, lo veían no como un alumno, sino como un colega.
Las impresiones que había causado con sus discursos y debates en el Congreso de París le valieron una invitación a la siguiente edición del Congreso Internacional de Filosofía, celebrado en Nápoles en 1924, donde fue enviado como representante del Departamento de Educación de Bengala y de la Universidad de Calcuta, más tarde, fue enviado como delegado por el Gobierno de Bengala al Congreso Internacional de la Universidad de Harvard en 1926.
En este último papel impartió unas conferencias en la Fundación Harris de Chicago, además de una serie de conferencias en alrededor de una decena de otras Universidades de los Estados Unidos y Viena, donde fue presentado con un diploma de reconocimiento (en la tradición anglosajona conocido como illuminated address) y un busto de bronce de sí mismo. Fue invitado en 1925 para el segundo centenario de la Academia de Ciencias de Leningrado, pero no pudo asistir por falta de una autorización del gobierno.
En 1935, 1936 y 1939 fue invitado como profesor visitante a Roma, Milán, Breslau, Konigsberg, Berlín, Bonn, Colonia, Zúrich, París, Varsovia e Inglaterra.

## Ocupación
Su periplo en la enseñanza empezó con un corto periodo como profesor en la Universidad de Rajshahi. Más tarde, llegó a ser profesor de sánscrito y bengalí en la Universidad de Chittagong. Después de algún tiempo, regresó a sus estudios de posgrado, realizando un doctorado en la Universidad de Calcuta, y más tarde fue a Inglaterra para trabajar en su segundo doctorado en la Universidad de Cambridge.
Tras su regreso a la India en 1924, Dasgupta trabajó como profesor de filosofía en el Presidency College de Calcuta. Más tarde, se convirtió en rector del Sanskrit College, y por último en profesor en la Universidad de Calcuta.
En 1932, desempeñó el papel de presidente en el Congreso Filosófico de la India. Su filosofía se conoce como Theory of Dependent Emergence.
Entre sus alumnos destacan académicos como Mircea Eliade y Debiprasad Chattopadhyaya.
Alrededor de 1941 o 1942 Dasgupta se distanció de su esposa Himani Madhuri Dasgupta y de sus seis hijos, estableciendo una relación con Suramā Mitra (1907 - 12 de junio de 1998), su secretaria y alumna, con quien se casó en 1945. Suramā Mitra realizó un doctorado en filosofía, impartió clases en la Universidad de Lucknow, fue autora de varios libros de filosofía. La relación de Dasgupta con Suramā Mitra causó enorme dolor entre sus allegados y familiares, también fue fuertemente cuestionada por la familia de Dasgupta. Suramā Mitra afirmaba ser la esposa de Dasgupta, pero dichas afirmaciones eran injustificadas e ilegales, dado que Surendranath y Himani no estaban legalmente divorciados, y la bigamia era una práctica delictiva en el marco legal británico y en la India independiente.
La Universidad de Varsovia proclamó a Dasgupta miembro de honor de la Academia de las Ciencias. Fue elegido miembro de la Real Sociedad Británica de Literatura (RSL). La Societe des Amis du Monde de París le ofreció una recepción especial, y M. Renou, profesor de sánscrito en la Universidad de París, le escribió después diciendo: "Mientras estabas entre nosotros, sentíamos como si un Sankara o un Patanjali hubiese nacido de nuevo y se hubiese trasladado entre nosotros". Bondadoso, sencillo y amable como era, Dasgupta permanecía siempre sereno ante académicos y filósofos desafiantes.
En el segundo Congreso Internacional de Filosofía de Nápoles, la tesis del artículo de Dasgupta fue que la filosofía de Benedetto Croce (1866-1952) había sido anticipada en gran medida por algunas formas de Budismo, en este aspecto era donde Croce no estaba de acuerdo. Debido a diferencias internas Croce no tenía intención de participar en dicho congreso, pero el hecho de que Dasgupta fuese a impugnar aspectos de su filosofía le indujeron a hacerlo.
De la misma manera, Dasgupta, refutó a Louis de La Vallée-Poussin, gran erudito budista, ante una pequeña asamblea presidida por McTaggart. En las reuniones de la Sociedad Aristotélica, Dasgupta, era el terror de sus oponentes, debido a su método consistente en señalar siempre sus errores. Infligió este tratamiento a muchos otros estudiosos, en particular a Fyodor Shcherbatskoy (Stcherbatsky) (1866-1942) y Sylvain Lévi (1863-1935).

## Historia de la filosofía india (A History of Indian Philosophy)
Cuando Lord Ronaldshay, el gobernador de Bengala, fue a visitar la Universidad de Chittagong, tuvo una larga conversación con el profesor Dasgupta en su clase, de la que quedó muy impresionado, hasta tal punto que le pidió que le dedicase el primer volumen de A History of Indian Philosophy.
El plan original de Dasguptas fue escribir, en un único volumen, la historia de los sistemas de pensamiento de la India. Para ello intentó condensar los materiales disponibles dentro del ámbito de un solo libro. Pero a medida que recolectaba materiales de diferentes partes de la India, fueron saliendo a la luz una enorme cantidad de textos ya publicados e inéditos, que hicieron que su plan de trabajo se fuese dilatando más y más a medida que intentaba utilizar todo el material disponible.
Este fue el primer y único intento de escribir de manera sistemática la historia del pensamiento Indio a partir de las fuentes originales en sánscrito, pali y prácrito. En un trabajo realizado el siglo IV a. C., el Sarva-darsana-samgraha de Madhavacarya, encontramos un intento más modesto que muestra un estudio de las diferentes escuelas filosóficas de la India.
Pero el texto es muy breve, y el trabajo no muestra un estudio exhaustivo de los deversos sistemas filosóficos. En la presente serie el autor muestra, de manera histórica y crítica, el desarrollo del pensamiento de la India en sus diferentes ramificaciones a partir de diversas fuentes, gran cantidad de las cuales se encuentran en manuscritos inéditos. El autor no escatimó esfuerzos y trabajó duro con el fin de sacar a la luz los sagrados tesoros encerrados en el pensamiento de la India.
Dasgupta rectificó su idea original de escribir un solo volumen por la de completar el trabajo en una serie de cinco volúmes. El autor asumió la inmensa tarea en solitario, con sicera devoción, entusiasmo y un celo incomparable.
En 1942 abandonó el Sanskrit College y fue nombrado profesor (King George V Professor) de moral en la Universidad de Calcuta. Allí trabajó durante tres años e impartió las conferencias de Stephanos Nirmalendu en la historia de las religiones. Sufría problemas del corazón desde 1940, pero aún podía sobrellevar sus diversas actividades y el trabajo de investigación.
En 1945 dejó la Universidad de Calcuta y se le ofreció una cátedra de sánscrito en Edimburgo, que había quedado vacante tras el fallecimiento del profesor Keith. Los médicos también recomendaron un viaje a Inglaterra. A su llegada a Inglaterra cayó enfermo de nuevo.
En noviembre de 1945 impartió su última conferencia pública en el Trinity College de Cambridge. Desde entonces fue confinado en cama debido a problemas cardiacos agudos. Permaneció en Inglaterra durante cinco años (1945-1950). Incluso entonces, publicó el IV volumen de su Historia de la filosofía India en la Universidad de Cambridge (Cambridge University Pres), La historia de la literatúra sánscrita en la Universidad de Calcuta, Rabindranath el poeta y el filósofo con sus editores de Calcuta, y un libro sobre la estética en bengalí. En 1950 regresó a Lucknow.
En 1951, mediante la amistosa ayuda ofrecida por Pandit Jawaharlal Nehru, empezó a escribir el quinto y último volumen de Historia de la filosofía India. También había planeado escribir su propio sistema filosófico en dos volúmenes. Sus amigos y alumnos le pidieron varias veces que escribiera primero su biografía. Sin embargo, el consideraba su trabajo en Historia de la filosofía India como la misión sagrada de su vida, y se convenció a sí mismo para comprometerse a tal propósito.
Con firme determinación e inquebrantable devoción, llegó casi a completar la que consideró la misión de su vida.
Estuvo trabajando en esta obra hasta el final de su vida, llegó a completar un capítulo completo pocas horas antes de su fallecimiento, el 18 de diciembre de 1952. Incluso en ese último día de su vida, trabajó por la mañana y por la tarde en el último capítulo dedicado al Shivaísmo.
Murió apaciblemente a las 8 de la noche, mientras discutía sobre problemas de la filosofía moderna.

## Obras seleccionadas
- Historia de la filosofía india (A History of Indian Philosophy), 5 volúmenes
- Introducción general a la filosofía tántrica (General Introduction to Tantra Philosophy)
- Estudio de Patanjali (A Study of Patanjali)
- Filosofía yógica en relación con otros sistemas de pensamiento de la India (Yoga Philosophy in Relation to Other Systems of Indian Thought)
- Historia de la literatura sánscrita (A History of Sanskrit Literature)
- Rabindranath: El poeta y el filósofo (Rabindranath: The Poet and Philosopher)
- Misticismo hindú (Hindu Mysticism)
- Kavyavicha
- Saundaryatattva
- Rabidipika